# Shinagawa, Tokyo
Shinagawa (tiếng Nhật: 品川区) là một quận thuộc Tokyo. Khu này có 9 trụ sở đại sứ quán nước ngoài.
Tính đến năm 2010, khu này có dân số 362.535 và mật độ 15.960 người/km². Tổng diện tích 22.72 km².

## Các trường đại học
- Đại học Hoshi
- Đại học Rissho
- Đại học Seisen
- Đại học Showa
- Đại học nữ sinh Sugino

## Thành phố kết nghĩa
Shinagawa kết nghĩa với các thành phố Auckland của New Zealand, Geneva của Thụy Sĩ, và Portland, Maine của Mĩ.
- Geneva, Thụy Sĩ
- Auckland, New Zealand[2]
- Cáp Nhĩ Tân, Trung Quốc
- Hayakawa, Nhật Bản
- Portland, Maine